# Lale Orta
Lale Orta (1960–) török nemzetközi labdarúgó-játékvezető, labdarúgó, edző, sportkommentátor. A Çanakkale Onsekiz Mart University (ÇOMU) a testnevelés professzora. Doktori munkájának címe: A labdarúgás szervezet a világon és Törökországban.

## Pályafutása

### Nemzeti játékvezetés
A játékvezetésből 1986-ban vizsgázott, 1993-ban lett az I. Liga játékvezetője. A nemzeti játékvezetéstől 2005-ben vonult vissza. Nemzeti és nemzetközi mérkőzéseken való közreműködésének száma több mint 1 000.

#### Nemzetközi játékvezetés
A Török labdarúgó-szövetség Játékvezető Bizottsága (JB) terjesztette fel nemzetközi játékvezetőnek, a Nemzetközi Labdarúgó-szövetség (FIFA) 1995-től tartotta nyilván bírói keretében. Törökország első női nemzetközi játékvezetője. Több nemzetek közötti válogatott és klubmérkőzést vezetett, vagy működő társának 4. bíróként segített. "Első osztályú" UEFA JB játékvezető. Az aktív nemzetközi játékvezetéstől 2005-ben a FIFA JB 45 éves korhatárát elérve búcsúzott.

#### Nemzetközi kupamérkőzések
Vezetett Kupa-döntők száma: 1.

##### Női UEFA-kupa
| Időpont         | Helyszín                         | Mérkőzés típusa        | Mérkőzés                                     | Eredmény | Nézők száma |
| --------------- | -------------------------------- | ---------------------- | -------------------------------------------- | -------- | ----------- |
| 2005. május 21. | Karl-Liebknecht Stadion, Potsdam | döntő második mérkőzés | 1. FFC Turbine Potsdam–Djurgården Damfotboll | 3 – 1    | 8677        |

## Sportvezetőként
1985-ben török női labdarúgó-válogatott első edzője. A török Nemzeti Televízió első női foci kommentátora. A török Játékvezető Bizottság, valamint a FIFA/UEFA JB felkérésére nemzeti és nemzetközi sport misszionárius. Aktív pályafutását befejezve a FIFA/UEFA oktató, ellenőr.

## Szakmai sikerek
A Nemzetközi Olimpiai Bizottság (NOB) a nemzetközi sport misszionáriusi szolgálatáért a 2002 Women & Sport Trophy in Europe elismerésbe részesítette.

## Magyar vonatkozás
Várnai női nemzetközi labdarúgó torna.
| Időpont          | Helyszín              | Mérkőzés típusa                | Mérkőzés                | Eredmény | Nézők száma |
| ---------------- | --------------------- | ------------------------------ | ----------------------- | -------- | ----------- |
| 1992. április 4. | Városi Stadion, Várna | csoportmérkőzés (53. mérkőzés) | Magyarország–Svédország | 0 – 3    | 400         |